# Лазінськ-Перший
Лазінськ-Перший (пол. Łazińsk Pierwszy) — село в Польщі, у гміні Заґурув Слупецького повіту Великопольського воєводства.
Населення — 194 особи (2011).
У 1975-1998 роках село належало до Конінського воєводства.

## Демографія
Демографічна структура станом на 31 березня 2011 року:
|          | Загалом | Допрацездатний вік | Працездатний вік | Постпрацездатний вік |
| -------- | ------- | ------------------ | ---------------- | -------------------- |
| Чоловіки | 100     | 16                 | 71               | 13                   |
| Жінки    | 94      | 23                 | 46               | 25                   |
| Разом    | 194     | 39                 | 117              | 38                   |